# Eublemma thermobasis
Eublemma thermobasis is een vlinder van de familie van de spinneruilen (Erebidae). De wetenschappelijke naam van deze soort is voor het eerst voorgesteld door George Francis Hampson in een publicatie uit 1910.

## Verspreiding
De soort komt voor op de Canarische Eilanden, in Marokko, Soedan, Djibouti, Ethiopië, Jordanië, Saudi-Arabië, de Verenigde Arabische Emiraten, Oman en Jemen (vasteland en Socotra).

## Ondersoorten
- Eublemma thermobasis lehmanni Hacker & Stadie, 2016 (Oman)
- Eublemma thermobasis thermobasis Hampson, 1910 (Marokko, Soedan, Djibouti, Jordanië, Saudi-Arabië, de Verenigde Arabische Emiraten, Jemen, Socotra)